# فینی‌تاون (اوهایو)
فینی‌تاون (به انگلیسی: Finneytown) یک منطقهٔ مسکونی در ایالات متحده آمریکا است که در شهرستان همیلتون، اوهایو واقع شده‌است. فینی‌تاون ۱۰٫۳ کیلومتر مربع مساحت و ۱۲٬۷۴۱ نفر جمعیت دارد و ۲۷۱ متر بالاتر از سطح دریا واقع شده‌است.